# S/S Halla VII
S/S Halla VII är en finländsk bogserbåt, som byggdes 1906 av Kotka Mekaniska Verkstad i Kotka.